# Rob Bailey (musicien)
Pour les articles homonymes, voir Rob Bailey.
Rob Bailey est un bassiste ayant joué avec le groupe australien de hard rock AC/DC à ses débuts. Il rejoignit le groupe en avril 1974 et le quitta en janvier 1975.
Il a enregistré le single Can I Sit Next to You Girl avec AC/DC en avril 1974 et il apparaît dans le clip vidéo. Il a enregistré la plupart des parties de basse sur l'album High Voltage (l'album australien) en novembre 1974 mais c'est à George Young que la basse est créditée. Après son départ, AC/DC n'eut de bassiste régulier qu'après l'arrivée de Mark Evans en mars 1975.